# Пруды (Гвардейский район)
Пруды — посёлок в Гвардейском городском округе Калининградской области.  Входит в состав Озерковского сельского поселения.

## География
Посёлок расположен в срединной части Калининградской области, на левом (южном) берегу реки Преголи, в 4,5 км по прямой к юго-западу от районного центра, города Гвардейска, в 23,3 км по прямой к востоку от областного центра, города Калининграда. В 0,5 км к северо-западу от границы застройки населённого пункта находится ближайшая ж/д-станция — «о.п. 1252 км» (на участке Калининград—Чернышевское).

## История

### Название
Существует несколько версий истолкования прежнего названия Генслак. По одной из них, в его основе лежит балтийское слово lack («пашня»), к которому прибавлено прусское имя Gense, соответственно, его можно перевести как «пашня Генса». По другой версии, название в изначальной форме Geyzelauken означало «поле, в котором водились цапли».

### Исторический очерк
Населённый пункт относится к исторической области древней Пруссии именем Натангия.
Генслак впервые упоминается в документах в 1357 году как прусское поселение. 
24 января 1945 года господский двор Генслак был взят воинами 5-й гвардейской стрелковой дивизии 11-й гвардейской армии.
По итогам Второй Мировой войны передан в состав СССР, 30 сентября 1947 года переименован в поселок Пруды.

## Население
В 1910 году в Генслаке проживали 157 человек.
| 2002 | 2010 |
| ---- | ---- |
| 110  | ↘95  |